# Microregione di Serrana dos Quilombos
Serrana dos Quilombos è una microregione dello Stato dell'Alagoas in Brasile, appartenente alla mesoregione di Leste Alagoano.

## Comuni
Comprende 7 comuni:
- São José da Laje
- Ibateguara
- União dos Palmares
- Santana do Mundaú
- Chã Preta
- Viçosa
- Pindoba